# Francisco de Colonia

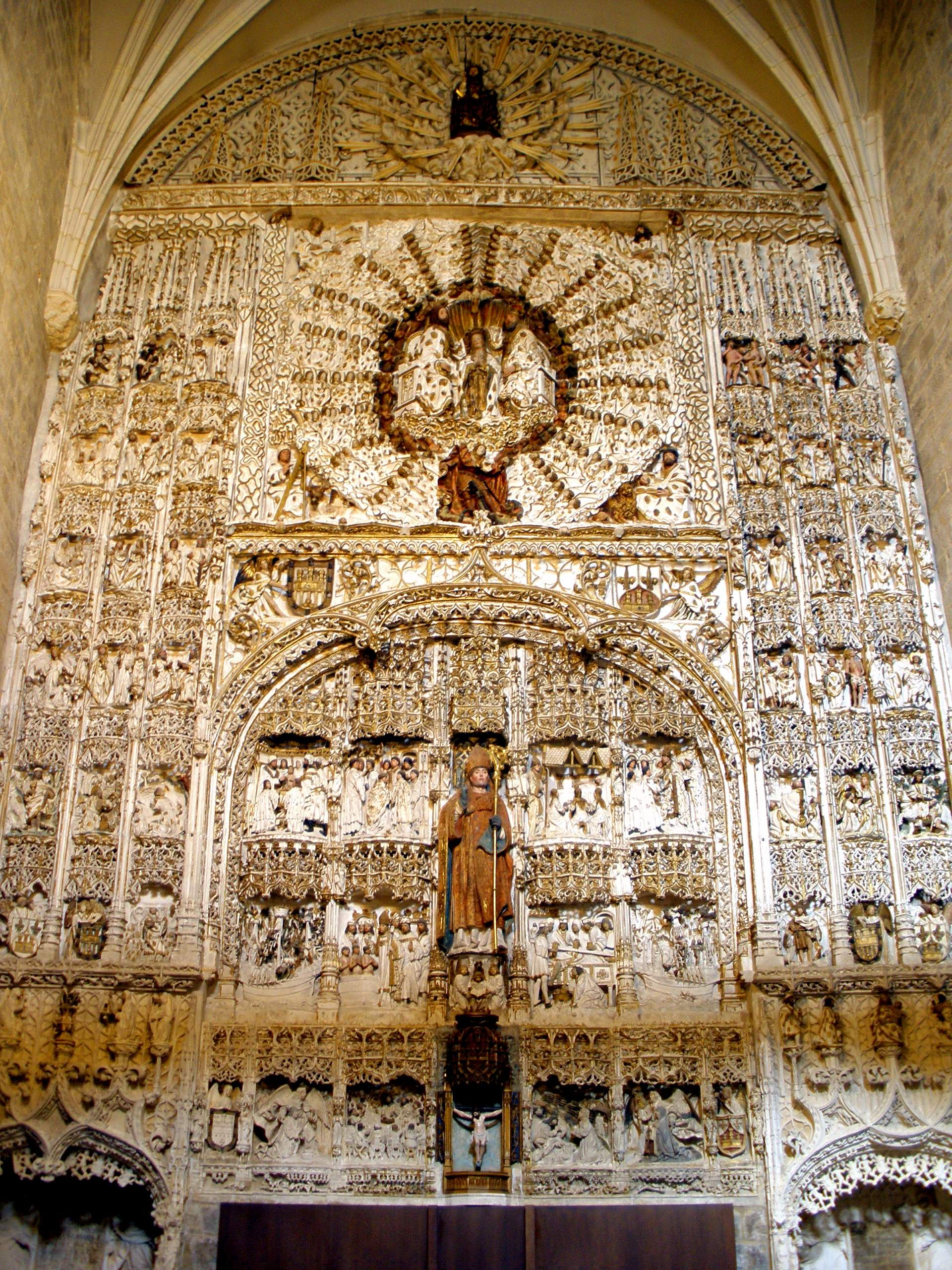
Altarretabel der Kirche San Nicolas de Bari in Burgos (um 1510)

Francisco de Colonia (manchmal auch Franz von Köln; * um 1470 in Burgos; † 1542 ebda) war Architekt und Bildhauer des Plateresken Stils, also der Zeit des Übergangs von der Spätgotik zur Renaissance im Norden Spaniens.

## Leben und Werk

### Familie
Francisco de Colonia entstammte einer im 15. Jahrhundert von Köln nach Nordspanien ausgewanderten Architekten- und Bildhauerfamilie – sein Großvater war Johannes von Köln (um 1410–1480), sein Vater war Simon von Köln (um 1455–1511).

### Werk
Zusammen mit seinem Vater wirkte er an der Neuen Kathedrale von Salamanca und am unvollendeten Neubau der Kathedrale von Plasencia. Sein erstes eigenständiges Werk war möglicherweise die platereske Rückwand des Hauptaltars (retablo) der Kirche San Nicolas de Bari in Burgos. Auch das Südportal der Kirche von Villahoz wird ihm zugeschrieben. Im Jahr 1516 erteilte ihm Juan Rodríguez de Fonseca, der damalige Bischof von Burgos, den Auftrag zur Neugestaltung eines Portals (Puerta de la Pellejería) an der Kathedrale von Burgos. Auch das ältere der beiden Cimborrien der Kathedrale wurde von ihm konzipiert und vollendet; nach dessen Einsturz wirkte er noch am Neubau mit.